# Stazione di San Lorenzo-Cipressa
La stazione di San Lorenzo-Cipressa era una stazione ferroviaria situata sulla ferrovia Genova-Ventimiglia a servizio di San Lorenzo al Mare e Cipressa. L'impianto venne dismesso nel 2001 con l'apertura del tratto in variante a doppio binario tra il posto di precedenze San Lorenzo e Bordighera.

## Storia

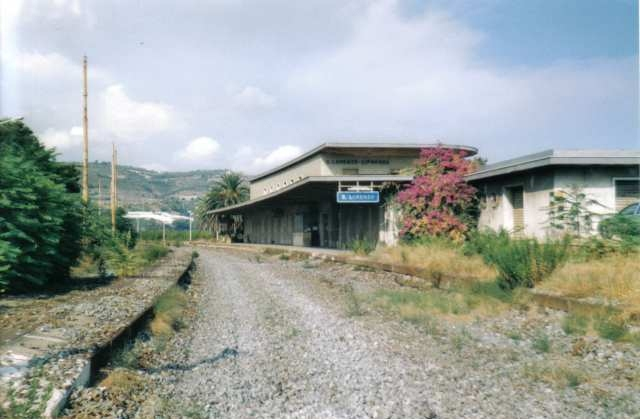
Il piazzale nel 2003, con i binari e le linee aeree rimosse

Fino al 1942 era denominata "San Lorenzo al Mare"; in tale anno assunse la nuova denominazione di "San Lorenzo-Cipressa".
Nel 1961 la stazione fu soggetta ad ammodernamenti tra cui l'installazione di un apparato ACEI.
La stazione venne dismessa il 24 settembre 2001 a causa dell'apertura del nuovo tronco della ferrovia Genova-Ventimiglia dal posto di precedenze San Lorenzo fino a Bordighera.
A febbraio 2022 l'immobile è stata acquisito all'asta dal fallimento del precedente cantiere da un imprenditore locale.

## Strutture e impianti

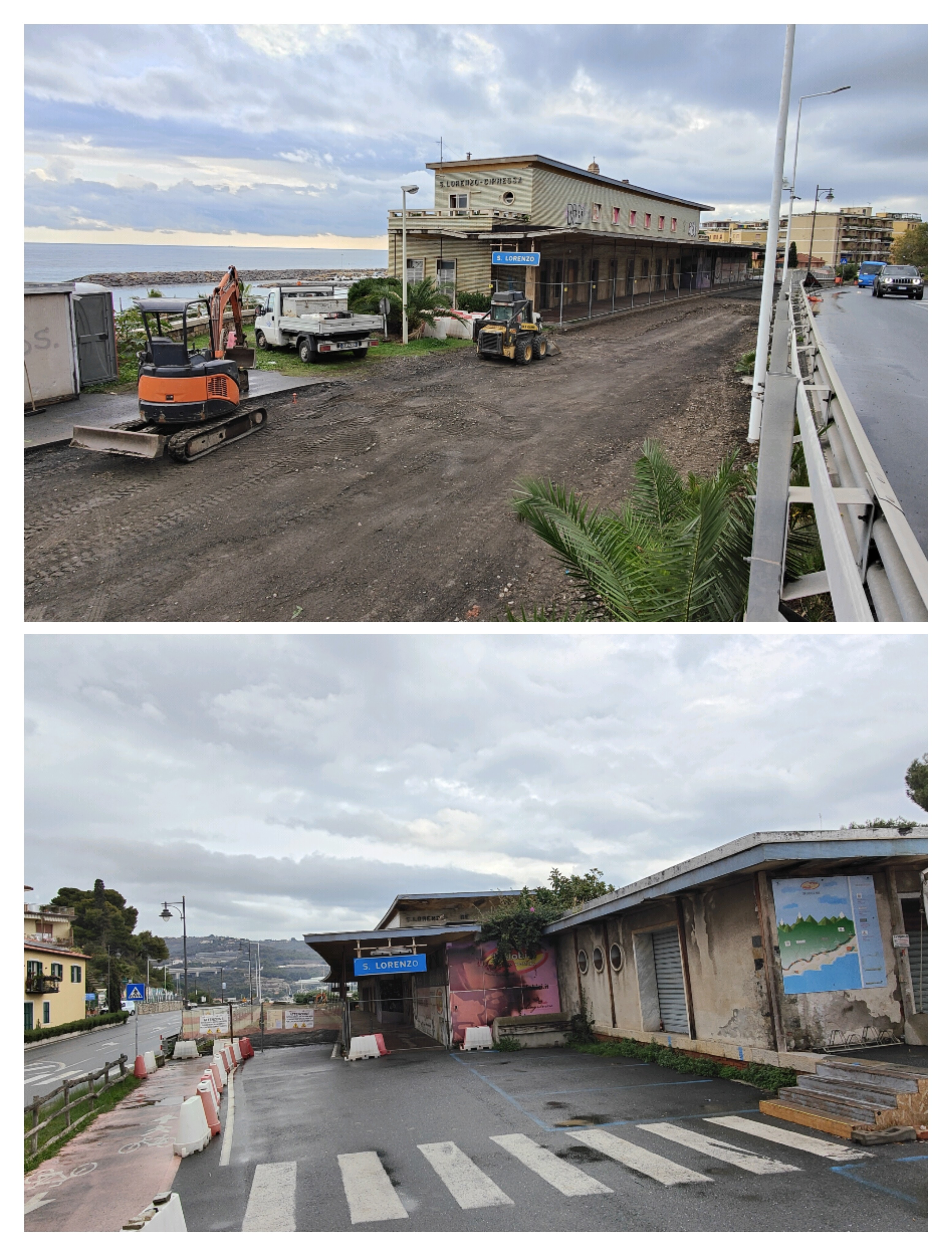
Come si presenta l'impianto a novembre 2022

La stazione era dotata di un fabbricato viaggiatori e di 2 banchine per il servizio passeggeri, collegate fra loro da appositi sovrappassi in cemento. I binari, in corrispondenza dei quali fino alla soppressione risultavano presenti mensole di sospensione della linea aerea risalenti al sistema trifase, erano così specializzati:
- Binario di scalo: era il binario tronco dello scalo merci, senza elettrificazione, posto a destra del binario 1;
- Binario 1-2: erano binari su tracciato deviato, avevano tutti e due le vecchie mensole del trifase;
- Binario 3: era il binario di corsa della linea.

Vi era anche un piccolo scalo merci composto da un magazzino di modeste dimensioni, da un piano caricatore e da un tronchino di accesso. Dietro di esso vi era anche un piazzale usato di solito per accantonare le merci in attesa di essere caricate.

### Architettura
Il fabbricato viaggiatori è una struttura moderna a due piani con sei finestre che si affacciano sul lato ferrovia. Un particolare è che la stazione aveva ancora sia la segnaletica in stile anni '80 sia la scritta in nero sul lato sinistro verso Ventimiglia.

## Galleria d'immagini

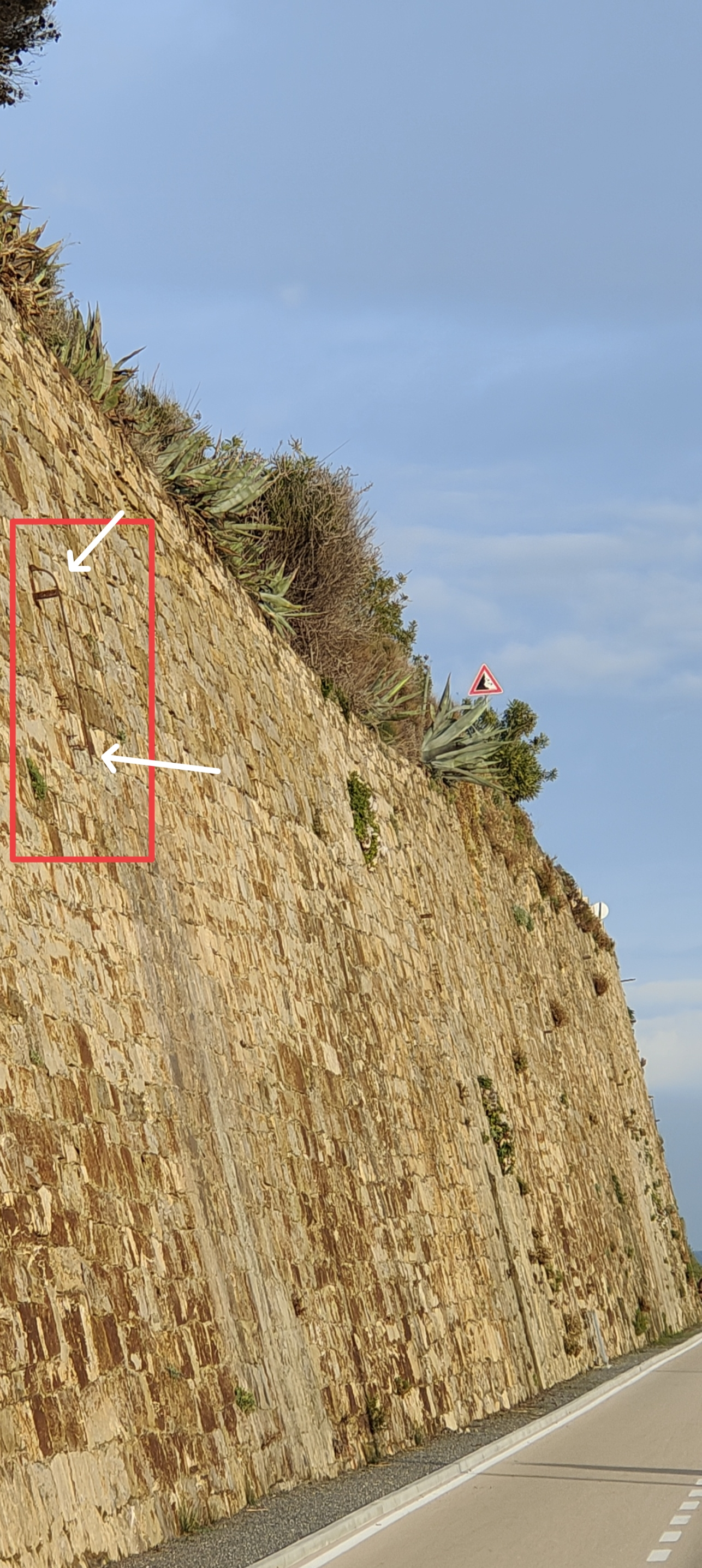
Resti di tirante braccio poligonazione catenaria in località dopo la galleria (da Imperia) in zona Torre Prarola (in direzione Piani Paorelli-Piani Ciapin verso Aregai)
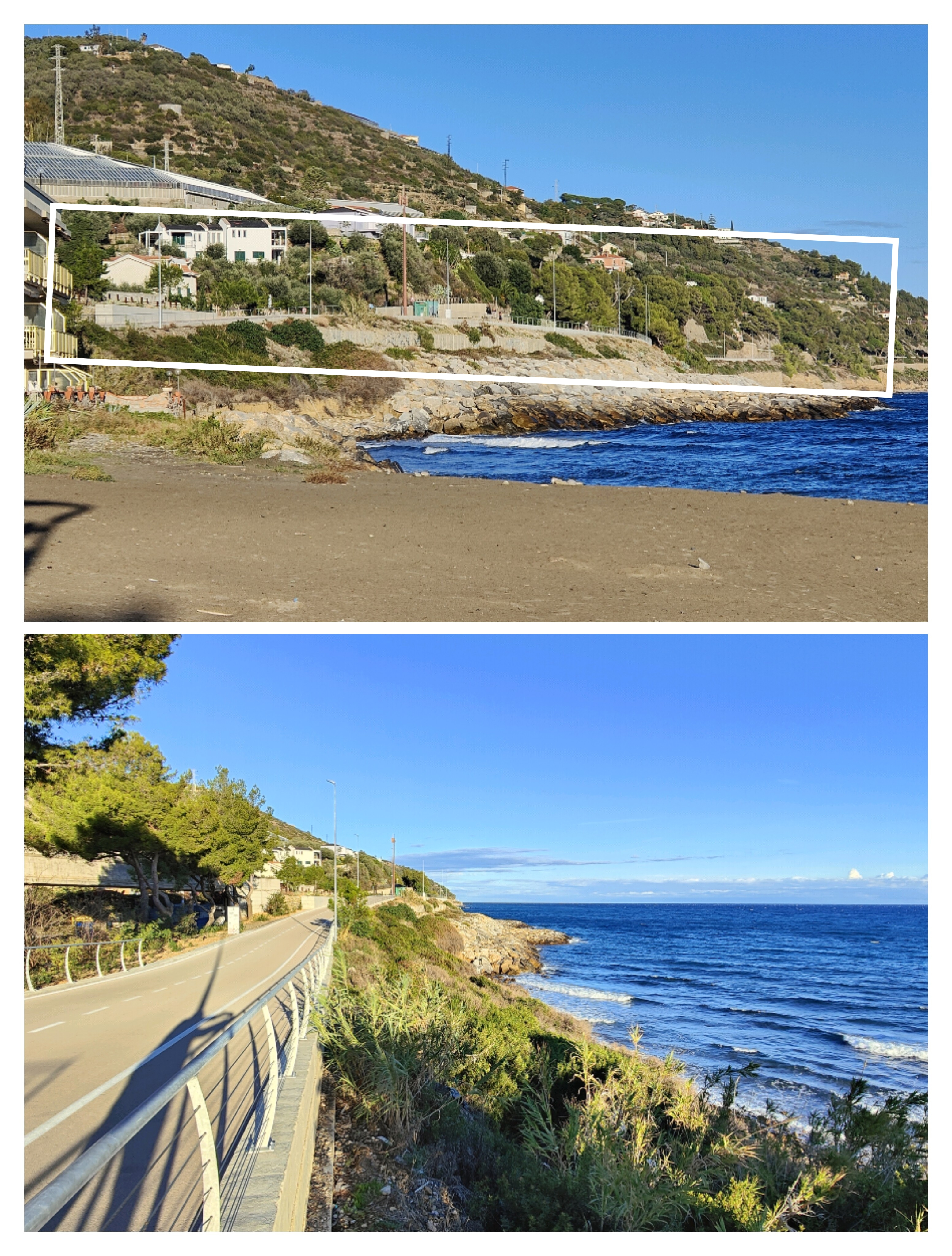
La vecchia linea trasformata in pista ciclabile, nel rettangolo zona Poggi
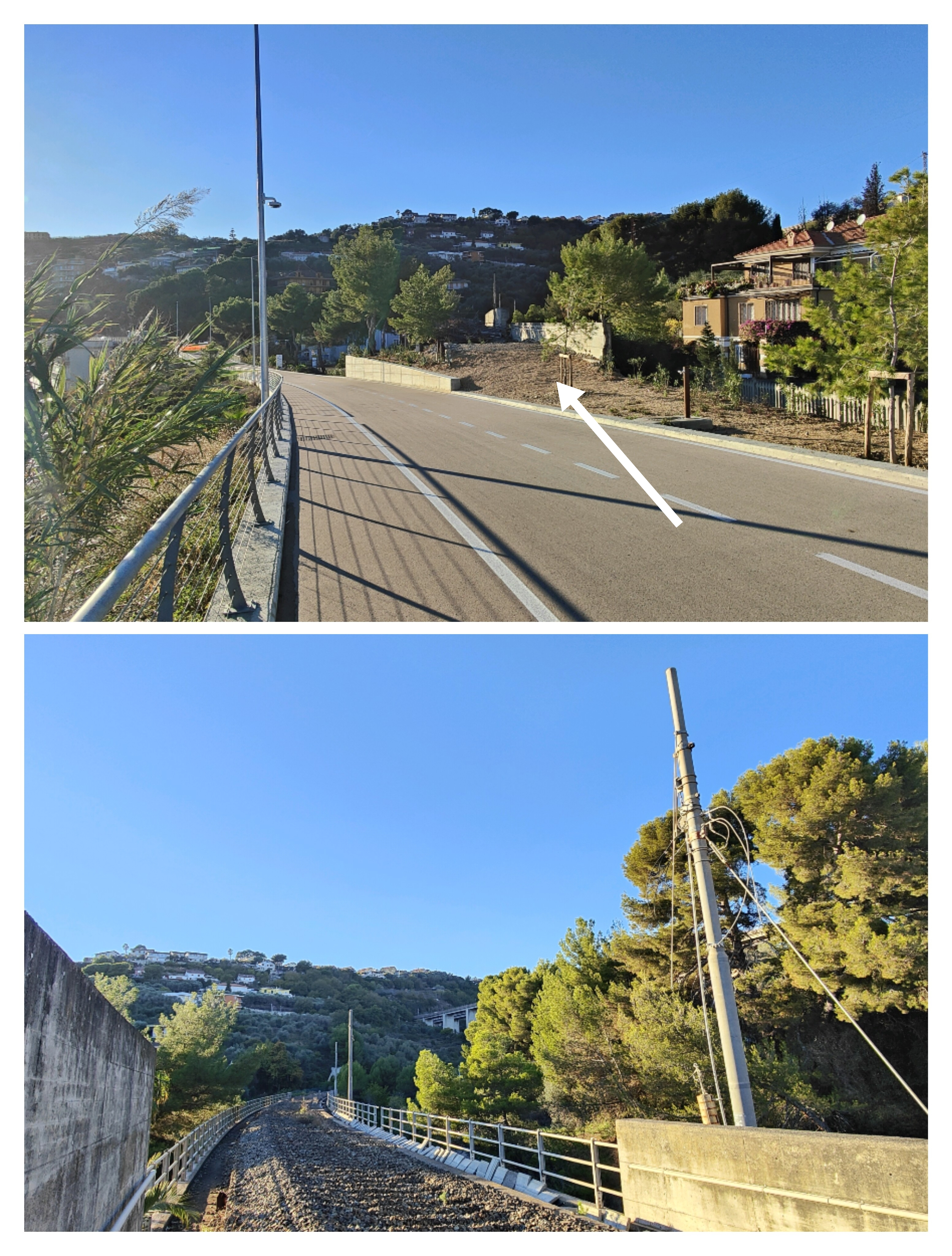
Il tracciato in versione pista ciclabile e la deviazione (ponte in uso dal 2001 al 2016, ancora con massicciata e qualche palo con contrappesi in vista) che immetteva sulla linea per la nuova stazione di Taggia
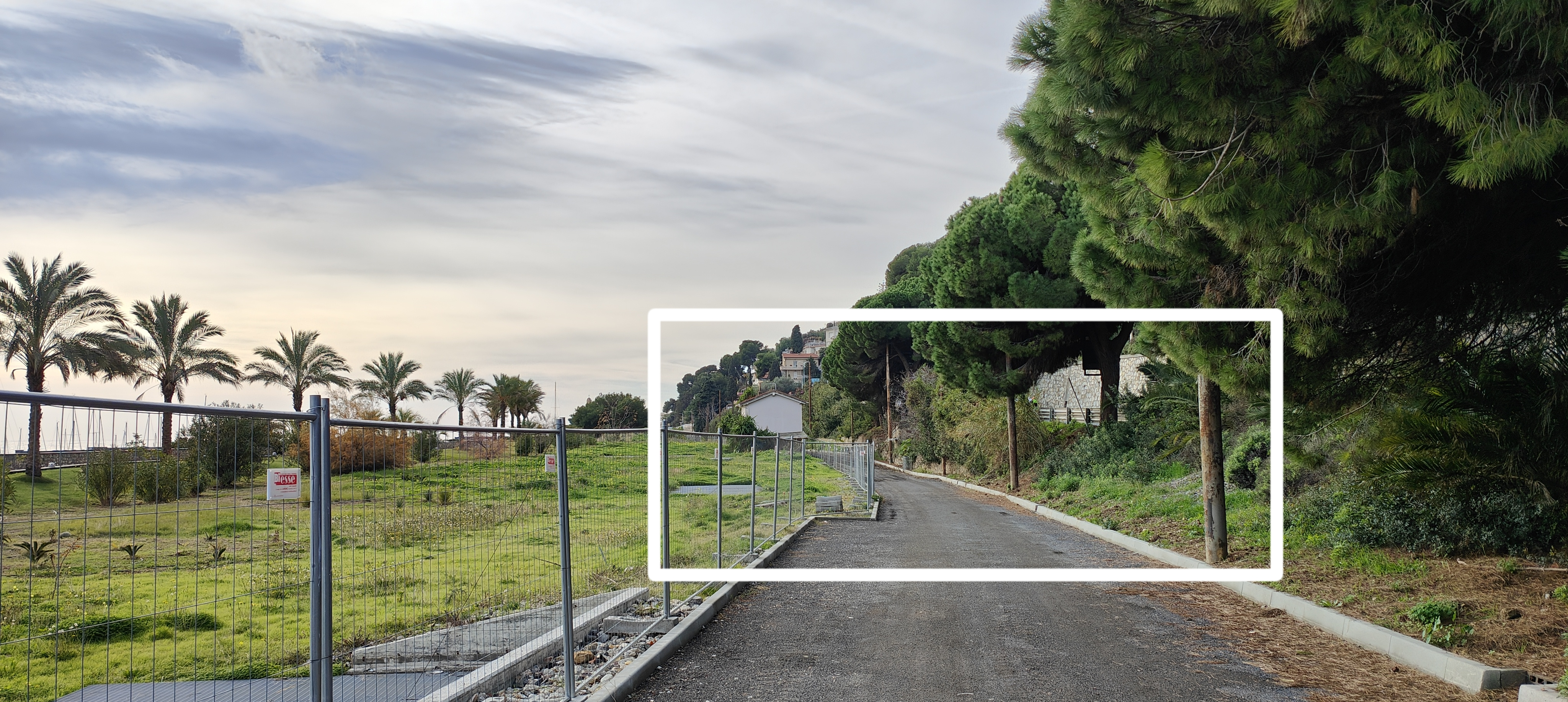
In direzione alla ex stazione il piazzale con i vecchi pali ex trifase che poi reggevano la catenaria a c.c. dal 1967
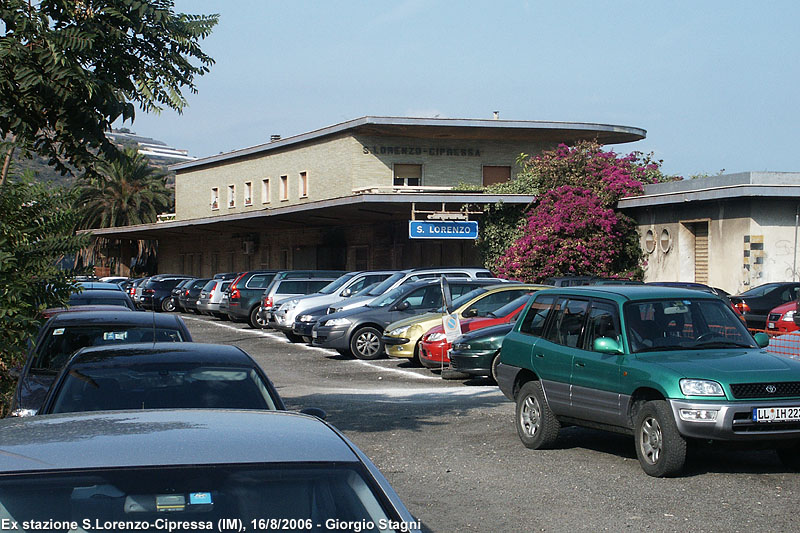
La stazione nel 2006, con il piazzale allora trasformato in parcheggio
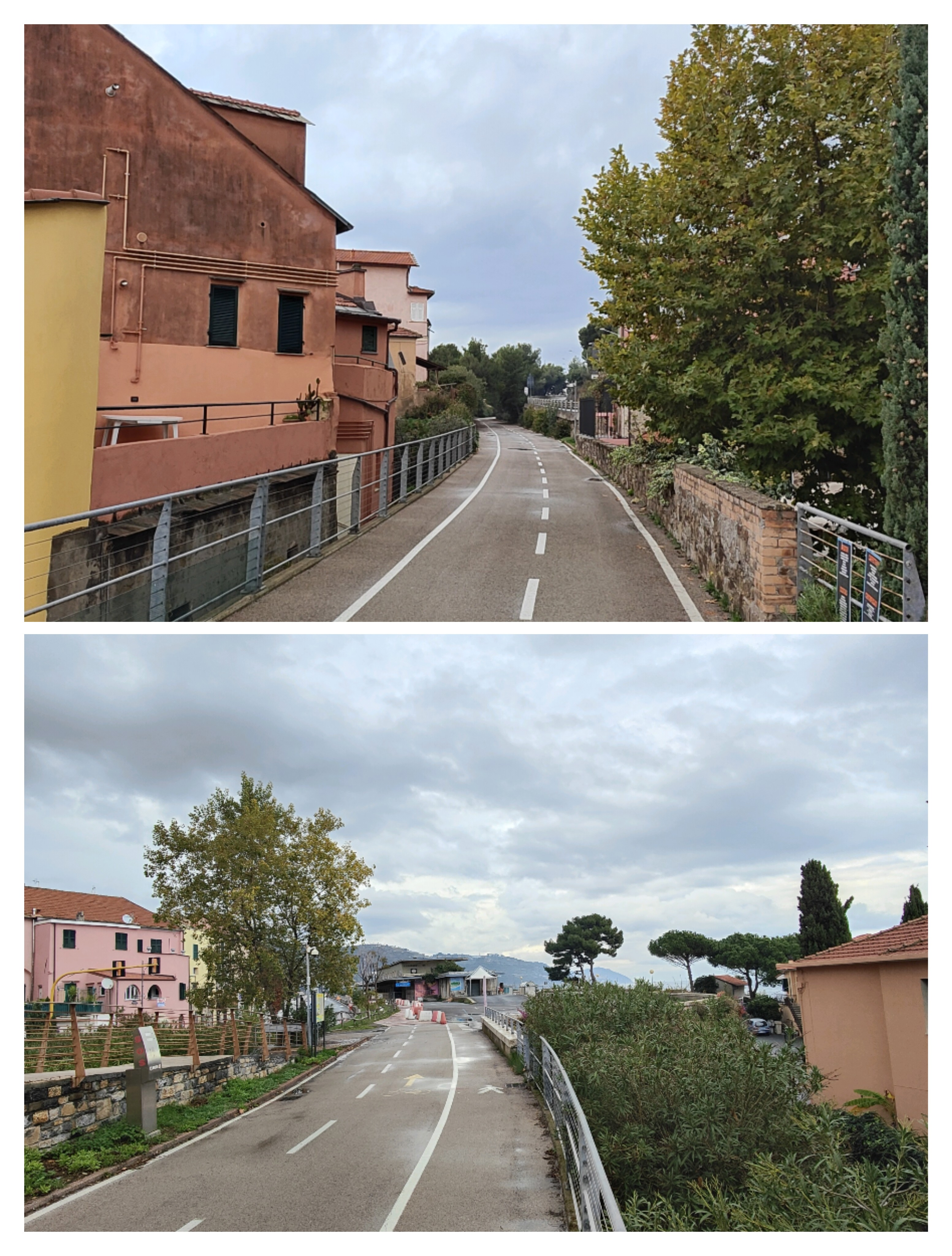
Foto in alto verso Sanremo, in basso in fondo il fabbricato viaggiatori
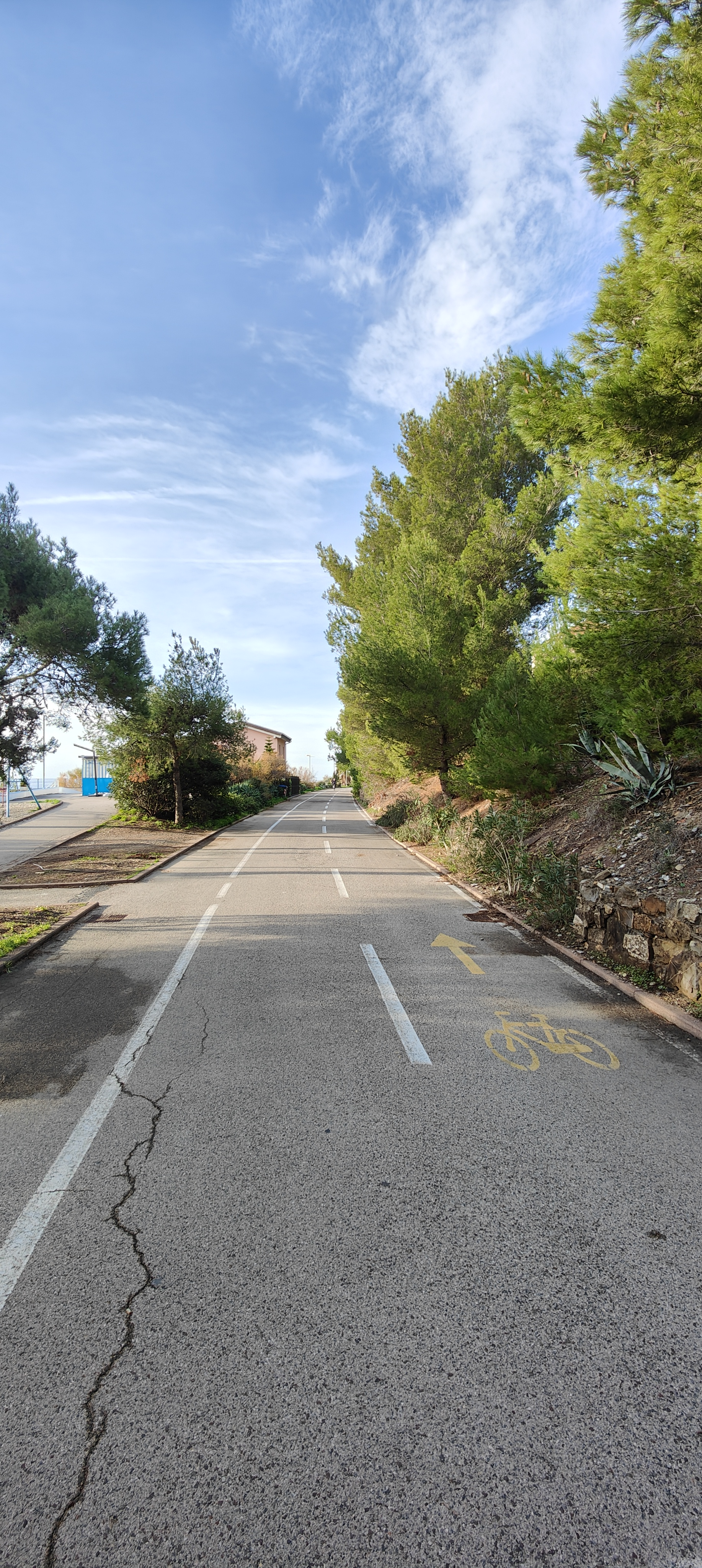
L'ex casello a 528 mt. dalla ex stazione, ora c'è accanto un piccolo parco - giochi con giardinetto
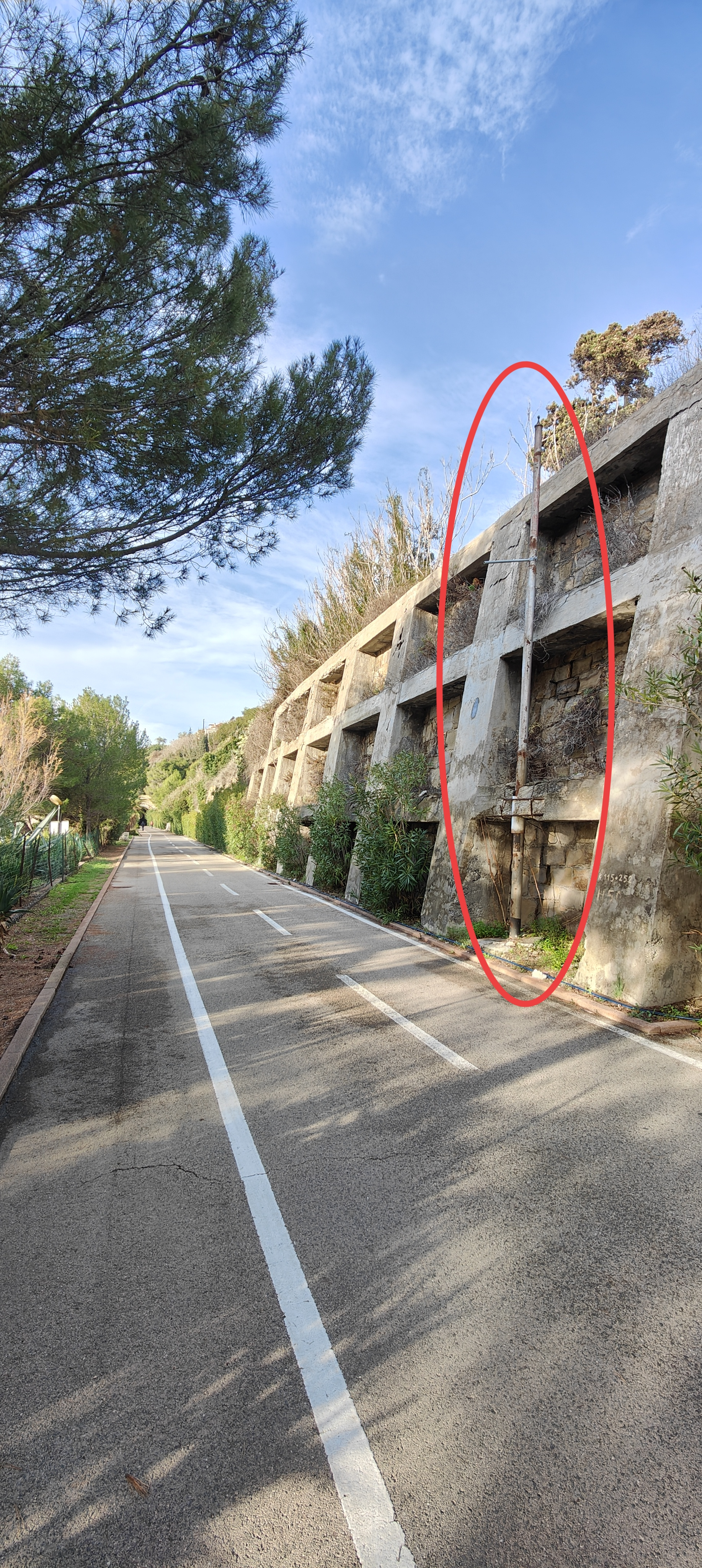
Resti di un palo FS distante 204 mt. dalla galleria S.Lorenzo-Costarainera (in fondo) e 719 mt. dalla ex stazione
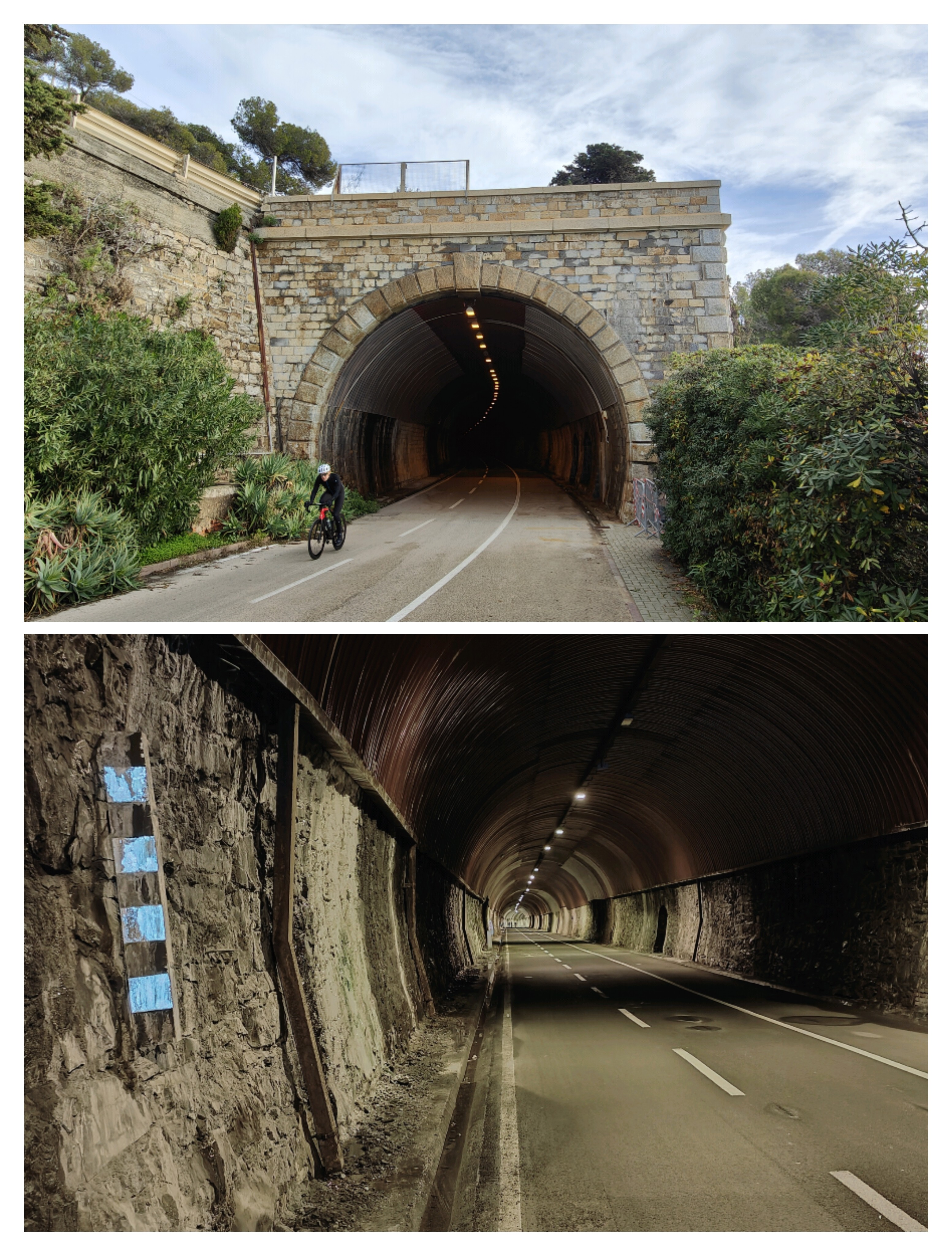
Lato uscita galleria S.Lorenzo-Costarainera (1520mt.) in direzione Arma-Taggia, sotto: tavola orientamento catarinfrangente a bande orizzontali[6] qui posta poco dopo ingresso galleria in direzione stazione di San Lorenzo al M.
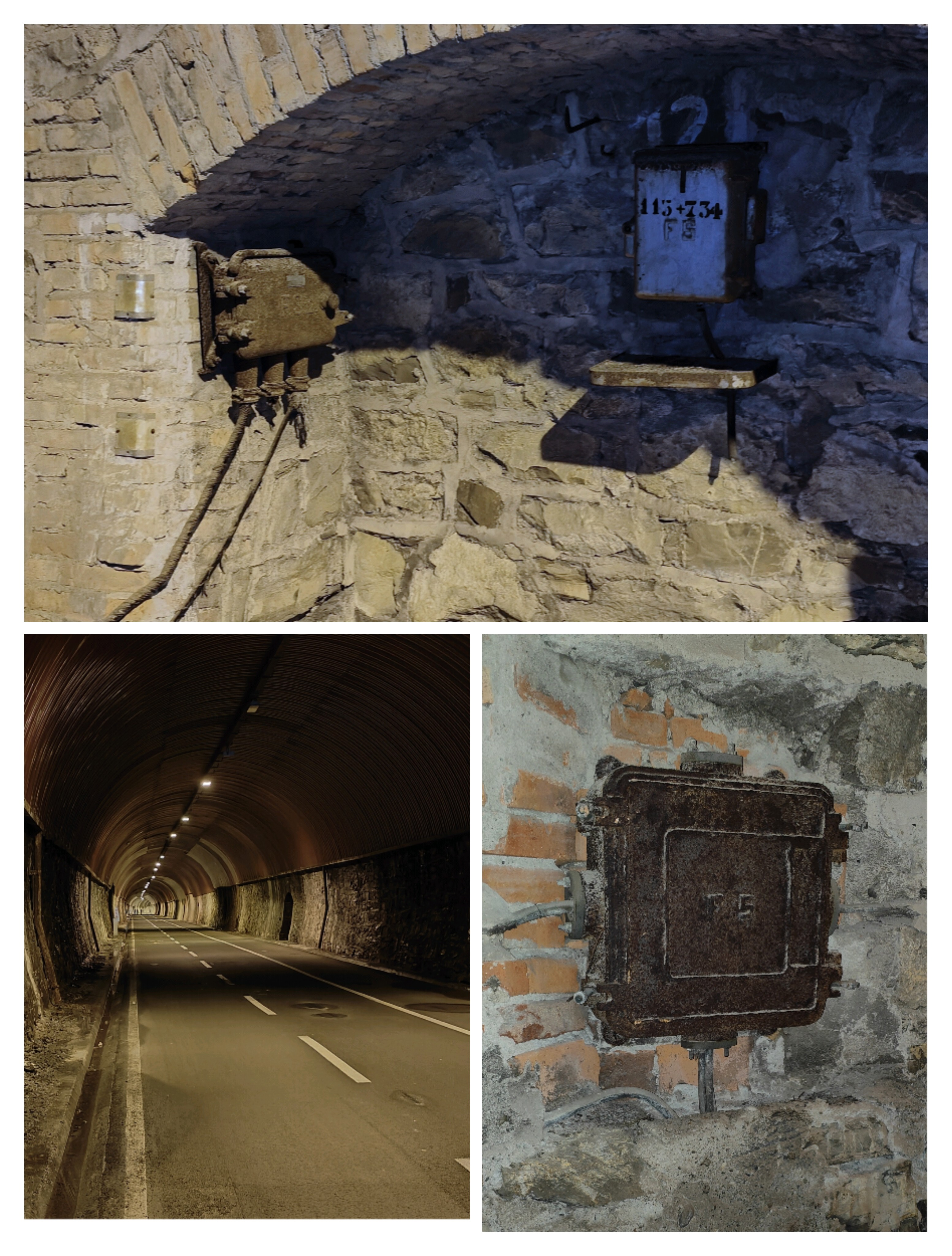
Dentro la galleria lato Riva Lig.: contenitore protezione telefono di linea e copri-cablaggi o interruttore
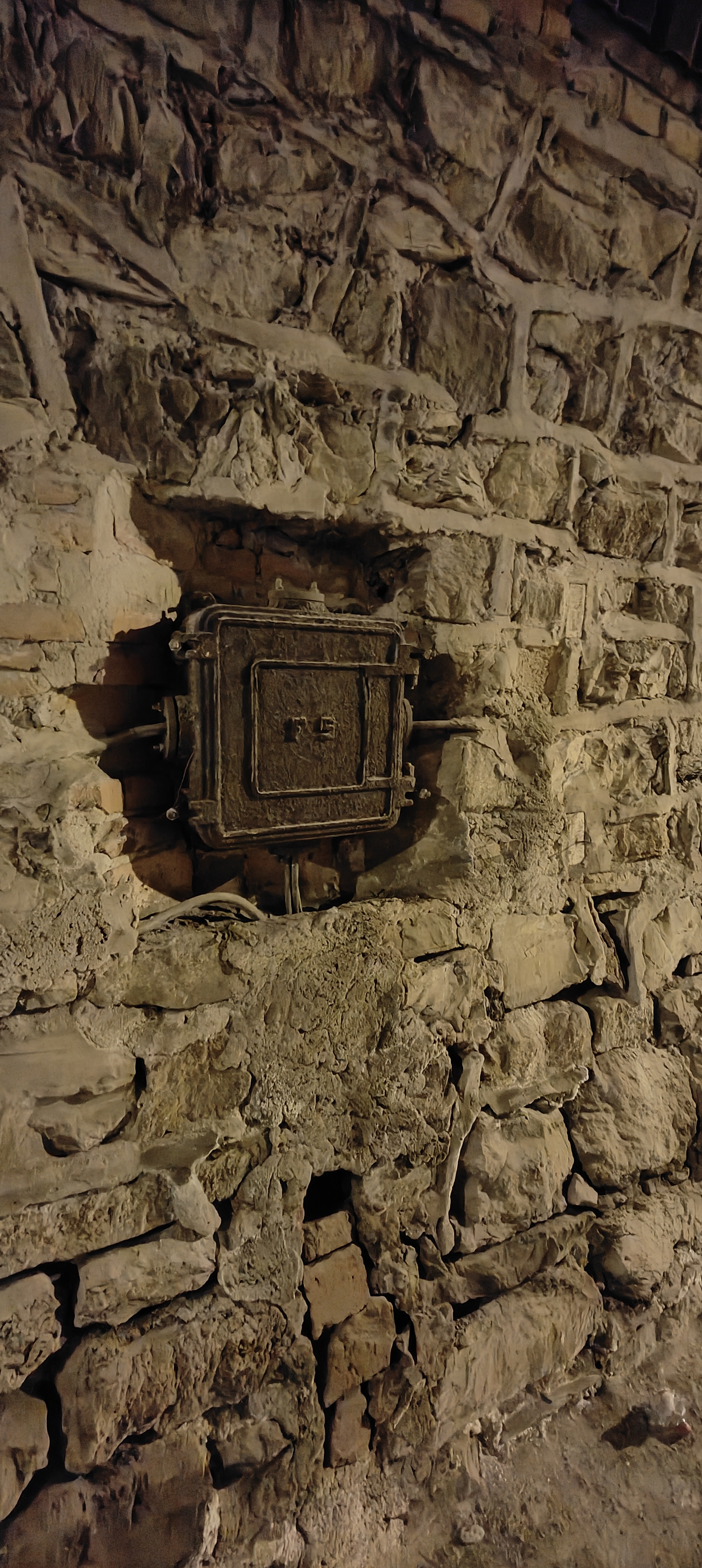
Scatola metallica protezione apparato e cablaggi FS in galleria lato uscita vs. Riva Lig.
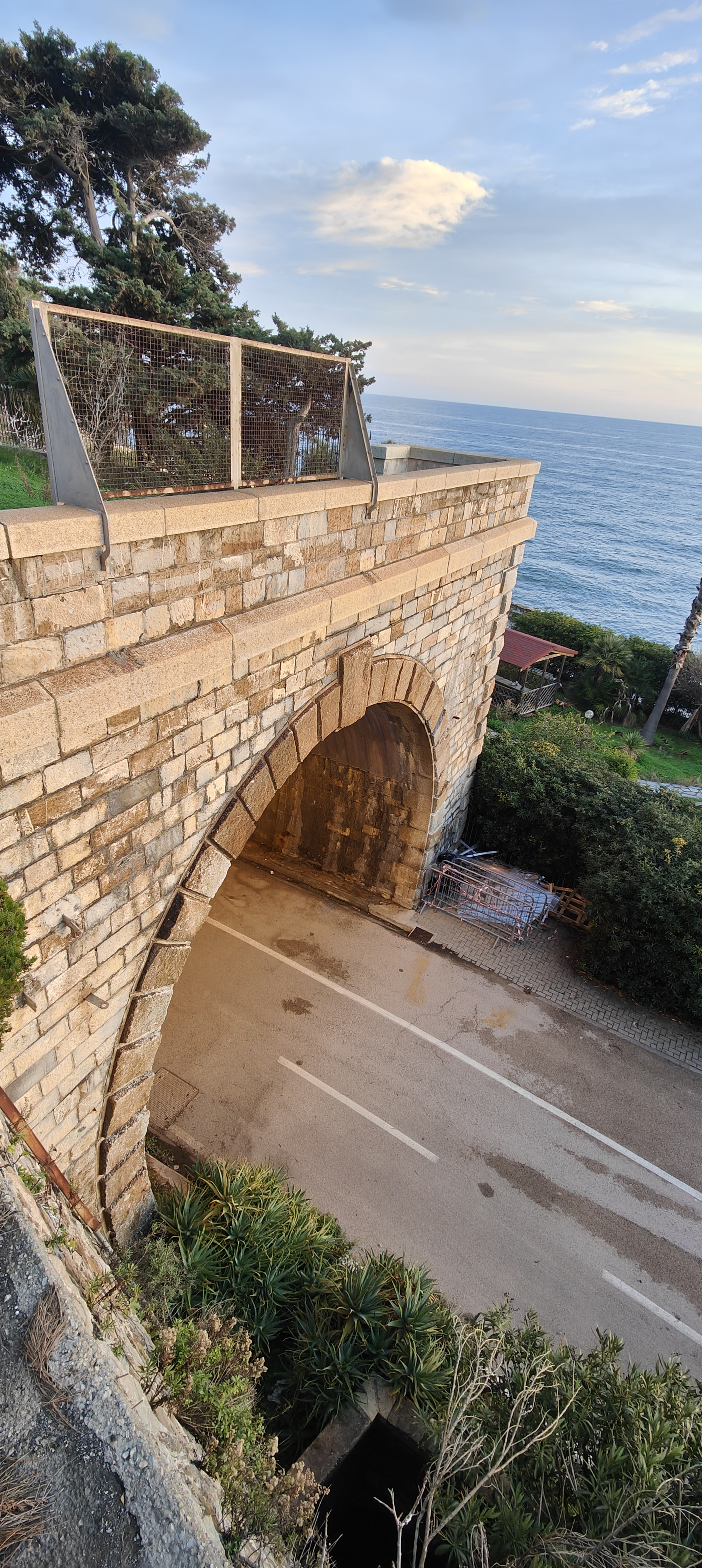
L'uscita della galleria in località Piani Ciapin vista dalla SS1
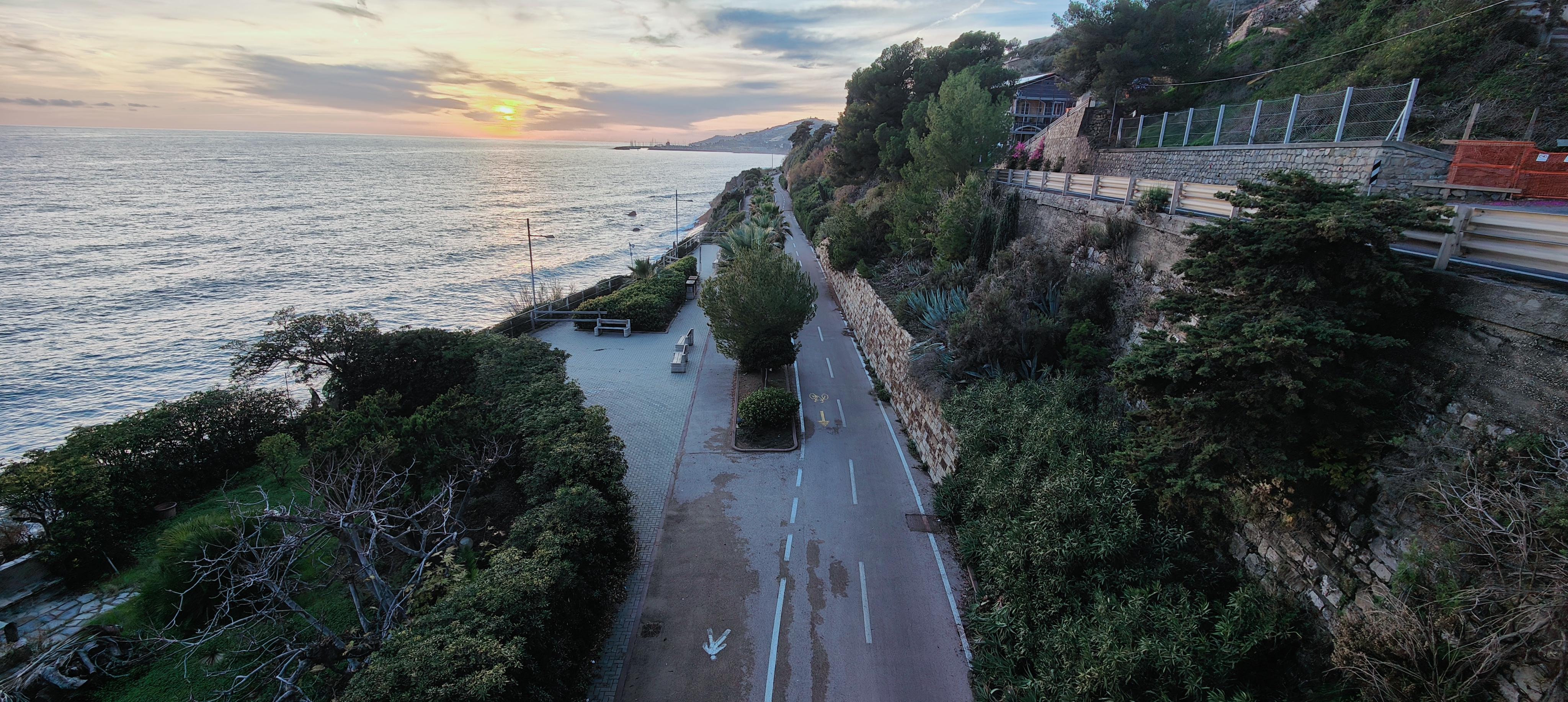
L'ex tracciato in direzione Santo Stefano-Riva Lig. fotografato dall'alto, lato uscita galleria (vd. foto precedente)
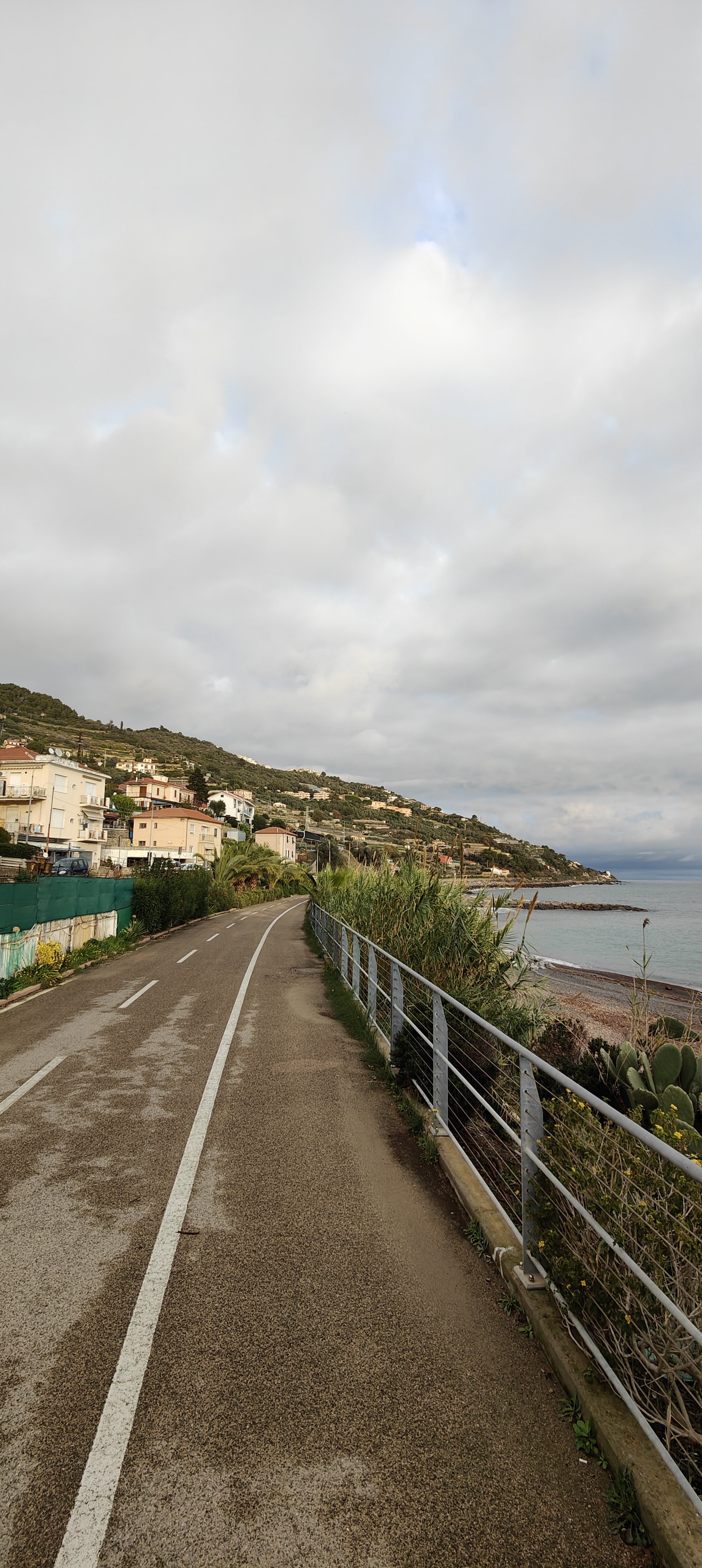
L'ex linea FS (in località Aregai di Cipressa) verso San Lorenzo al M.